# Ахназарян, Армен
Арме́н Ахназаря́н (арм. Արմեն Հախնազարյան, нем. Armen Haghnazarian; 5 мая 1941, Тегеран — 19 февраля 2009, Ахен) — доктор архитектуры, основатель Фонда по изучению армянской архитектуры (ФИАА).

## Биография

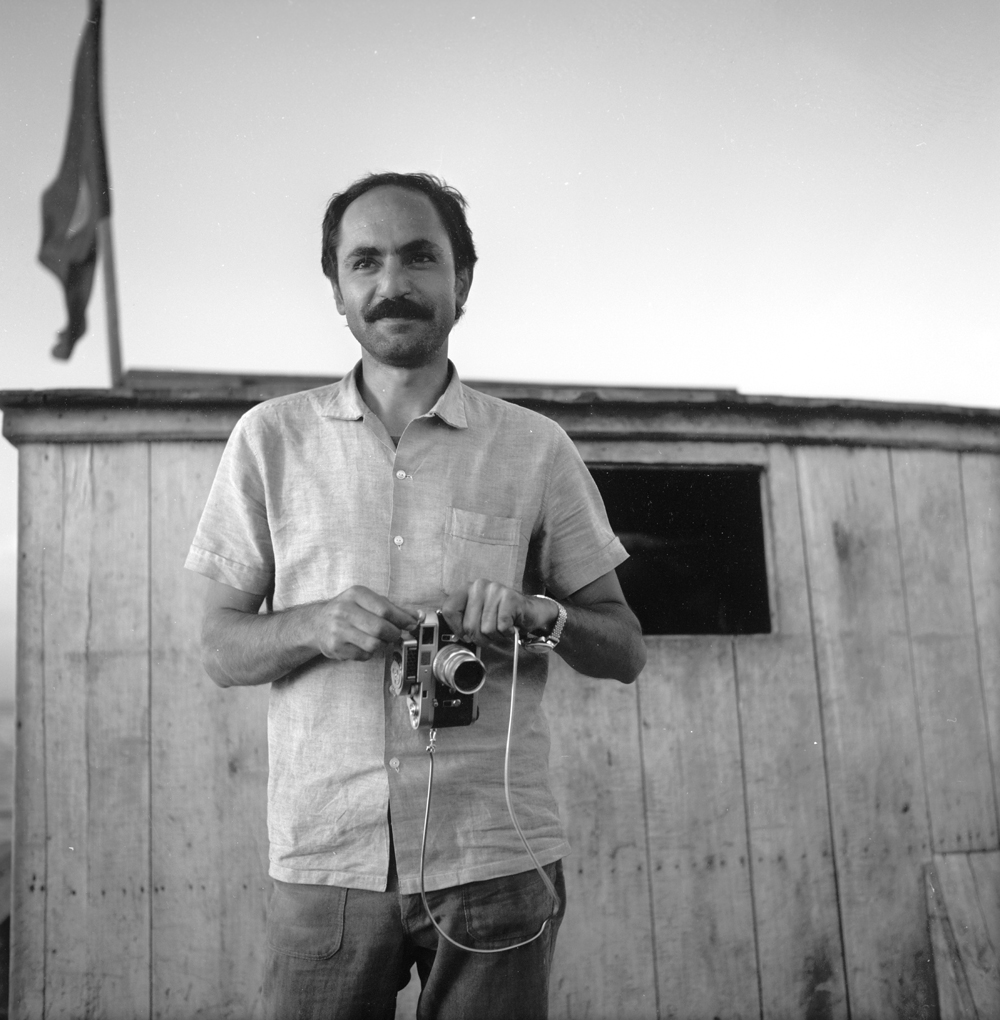

Армен Ахназарян — сын филолога, доктора Оганеса Ахназаряна из Агулиса.
В 1959 г. окончил школу Кушеш-Давтян в Тегеране, в 1969 г. — кафедру архитектуры на факультете архитектуры и строительной инженерии Рейнско-Вестфальского технического университета Ахена, а в 1973 г. — кафедру градостроительства, получив степень доктора технических наук, архитектор-планировщик (Dr. Ing. Architekt-Planer).
В 1969 г. выступил соучредителем Центрального совета армян в Германии и входил в состав его правления.
В 1974 г. основал и возглавлял архитектурную компанию «Монит» (Monit) в Тегеране. В 1982 г. основал в Ахене Общественную организацию по изучению армянской архитектуры (с 2010 г. — Фонд), которая была зарегистрирована также в США (1996) и Армении (1998).
С 1983 г. преподавал на факультете градостроительства Рейнско-Вестфальского технического университета Ахена.
Умер в Аахене. Часть его праха была захоронена в Аахене, часть — на кладбище села Арташаван, Арагацотнская область.

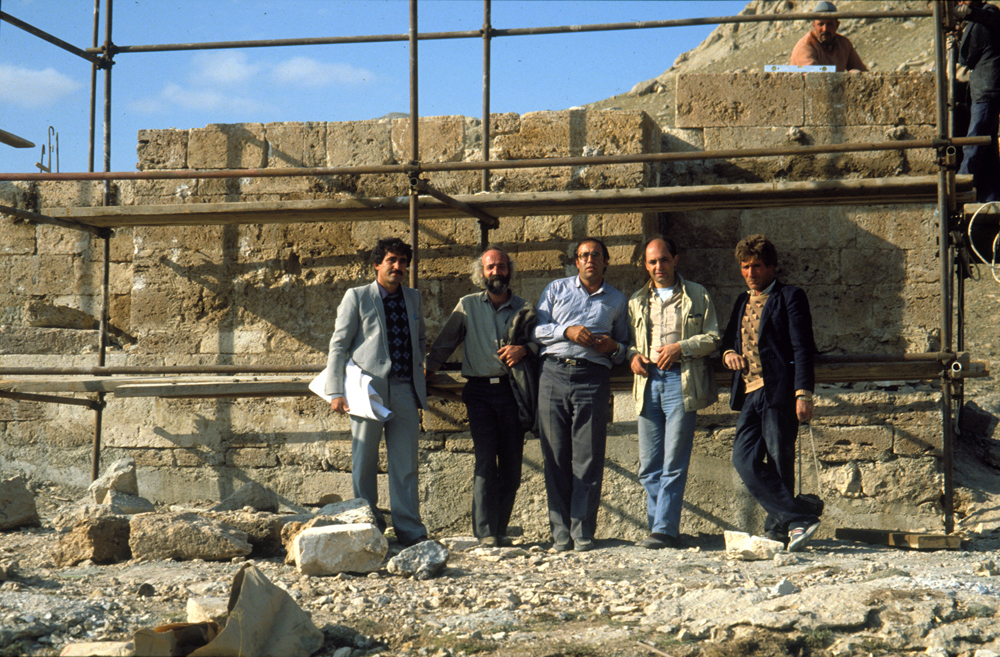
Армен Ахназарян с коллегами. Цорцорский монастырь Пресвятой Богородицы.

### Семья
Жена (с 1973) — Маргрит Бюнеман, архитектор;
- дочери: Талина, Шахриза.

## Реставрации
В 1968 году Ахназарян отправился в монастырь Святого Фаддея в гаваре Артаз и в течение полугода детально обмерил его. Впоследствии собранные материалы легли в основу докторской диссертации.
Исследовал армянские памятники, оказавшиеся за пределами территории современной Армении.
В 1970-х годах осуществил шесть научных экспедиций в Западную Армению, каждая из которых длилась около двух месяцев.
Позднее он лишился возможности лично участвовать в них и до конца жизни продолжал организовывать научные экспедиции (более чем 160) в Западную Армению, Малую Армению и Киликию, каждая из которых включала поиск, фотографирование, обмеры, нанесение на карты, научное описание памятника и издание результатов изысканий.
- Церковь Святого Саркиса, Ванак, Тегеран, Иран
- Церковь Святого Геворга, Тегеран, Иран
- Монастырь Святого Степаноса (Дарашамб)
- Монастырь Святого Фаддея, Артаз
- Цорцорский монастырь Пресвятой Богородицы
- Церковь Пресвятой Богородицы, Дашалты[6] (Каринтак)[7], Нагорный Карабах
- Разные постройки монастырского комплекса Дадиванк[7] (Хутавенк)[6], Нагорный Карабах
- Церковь Святого Минаса в селе Татев, Сюникская область
- Церковь в селе Давид Бек, Сюникская область
- Монастырь Сагмосаванк в селе Сагмосаван, Арагацотнская область
- Однонефная церковь монастыря Святого Саркиса в селе Уши, Арагацотнская область
- Церковь Святого Степаноса в селе Гаратуран, Кесаб, Сирия
- Несколько исторических жилых домов в посёлке Кесаб, Кесаб, Сирия

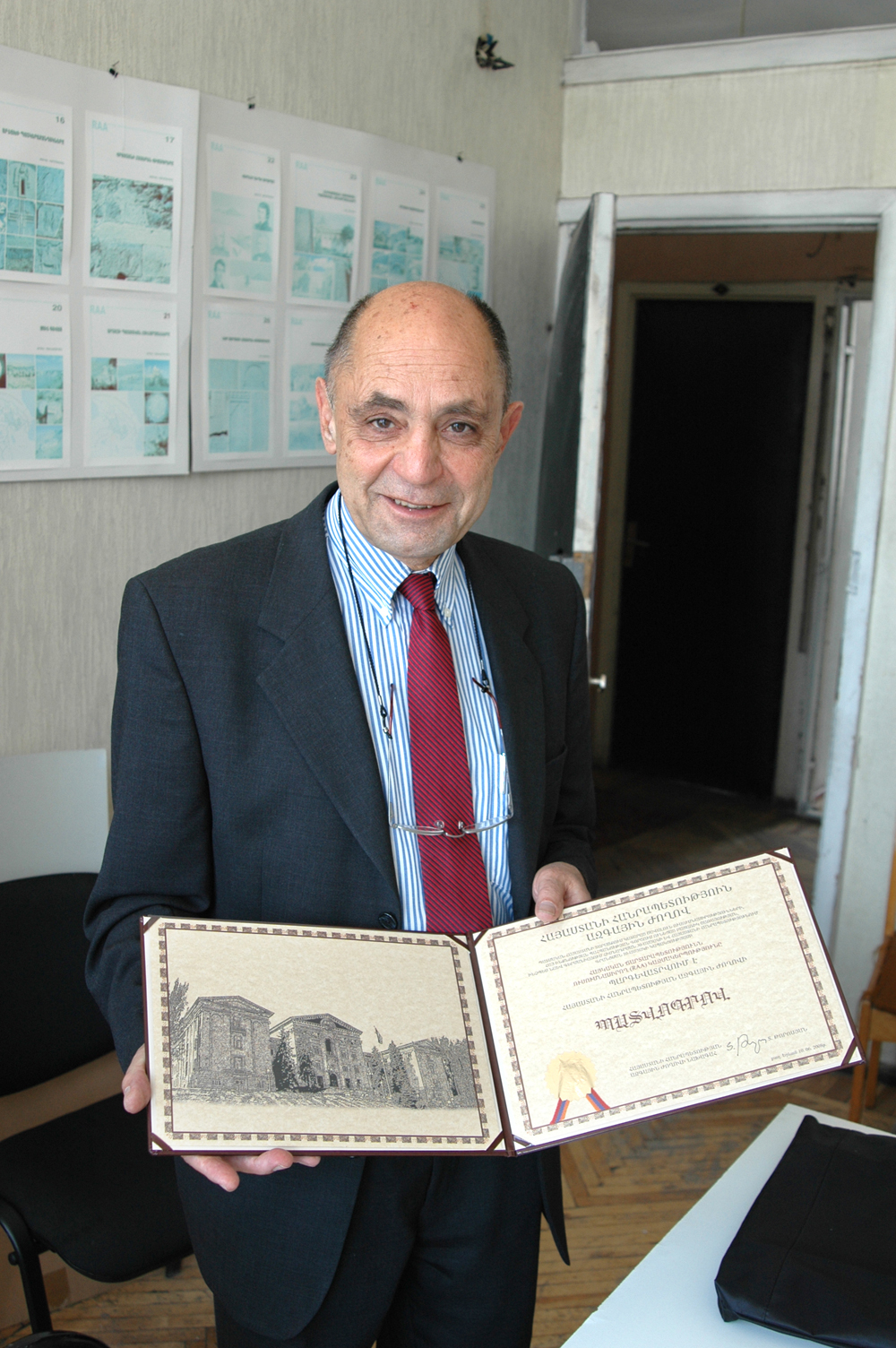

### Избранные труды
- Haghnazarian A. Das armenische Thaddäuskloster in der Provinz Westaserbaidjan in Iran : Diss. (нем.). — Aachen, 1973. — 265 S.[8]
- Ակնարկ Հայկական ճարտարապետութեան, 1988 (арм.)
- 1983—1989 — 7 томов микрофильмов под названием «Armenian Architecture»
- Documents of Armenian Architecture: Nor Djulfa. Venezia, 1992 (англ.)
- Արմեն Հախնազարյան (Haghnazarian A.). Սբ. Թադէոս առաքեալի եւ Սբ. Ստեփանոս նախավկայի վանքերը (арм.). The monasteries of St. Thaddeus the apostle and St. Stepannos Nakhavka. — "Rubin" Individual Enterprise. — P. 33., (англ.)
- Haghnazarian A. Nakhijevan : A historical introduction // Julfa: The Annihilation of the Armenian Cemetery by Nakhijevan’s Azerbaijani Authorities (англ.). — Beirut, 2006. — P. 16.
- Արմեն Հախնազարյան. Արտազի երեք վանքերը (арм.). — 2012. — 369 էջ. — ISBN 978-99941-875-8-4.

## Награды
- орден Почета Национального собрания Армении (10.06.2008) [4]
- медаль Акопа Мегапарта Национальной библиотеки Армении (29.1.2009)[3]
- почётная грамота Министерства градостроительства Армении (2009)